# محمد حاج حمو
محمد حاج حمو (17 يوليو 1929 مليانة - 15 يناير 2025 سيدي امحمد الجزائر العاصمة)، هو سياسي ومناضل ومجاهد جزائري، وهو أول وزير إعلام بعد الاستقلال (1962–1963)، بـحكومة بن بلة الأولى.

## حياته
من مواليد 17 يوليو 1929 بـ مليانة، انخرط مبكرا في صفوف الحركة الوطنية، وتشبع بقيم ومبادئ النضال، والتحق بالثورة التحريرية الجزائرية في أوج اشتعالها, ليكلف بمهمة التنسيق مع مجموعة من محاميي جبهة التحرير الوطني للدفاع عن رفاقه المجاهدين والمناضلين من أجل القضية الجزائرية. كما عمل بإذاعة صوت العرب بمصلحة الدعاية سنة 1957 تحت مسؤولية المجاهد سعد دحلب ليواصل نضاله باقتدار ويشغل منصب رئيس لديوان وزير الأخبار في الحكومة المؤقتة للجمهورية الجزائرية محمد يزيد. وغداة الاستقلال, واصل خدمة الوطن على درب النضال لبناء مجد الجزائر, فكان أول وزير للإعلام.